# Heroica
Heroica est un sous-thème de la gamme Games du jeu de construction Lego sorti en septembre 2011, et qui a perduré jusqu'en 2012. Il se composait de 5 boîtes de jeu de société à construire qui peuvent s'emboîter les unes aux autres.

## Synopsis
Le monde d'Heroica vivait dans la bonne humeur et la joie, mais une armée composée de monstres maléfiques y a semé le chaos ! C'est alors, qu'en héros, un barbare et un magicien s'élancent vers la victoire, entourés de multiples compagnons de voyages, et vont essayer de rétablir l'ordre...

## Règles du jeu
Dans chaque boîte, se trouvent des armes, un dé Lego, le plateau (à construire), des personnages, et les monstres. Chaque joueur choisit un personnage, et doit ensuite être le premier à vaincre l'abominable créature. Une fois que ce dernier est vaincu, le joueur ayant abattu le plus d'ennemis remporte la partie.
De plus, les plateaux et les règles peuvent être recréés selon les envies des joueurs,.

## Sets
En dessous du nom et de la référence du set, sont indiqués les minifigs se trouvant à l'intérieur. Celles-ci sont différentes des classiques car elles ne sont formées que d'une seule pièce.

### 2011
Ce sont la boite de rangement et les quatre sets principaux.
- 853358: Boite de rangement, planche de jeux et 17 pièces Lego (un coffre, deux potions et des jetons supplémentaires)
- 3857 : Draida - La Bataille de la Baie
  - Barbare, Magicien, 5 Guerriers gobelins, Général gobelin
- 3858 : Waldurk - La Forêt hantée
  - Barbare, Archer, Druide, Druide noir, 3 Loups-Garous, 4 Araignées
- 3859 : Nathuz - Les Grottes maudites
  - Barbare, Magicien, Voleur, Seigneur golem, 3 Guerrier golem, 4 Chauves-souris
- 3860 : Fortaan - Le Château assiégé
  - Barbare, Magicien, Druide, Chevalier, 6 Guerrier gobelin, 4 Gardes gobelin, Roi des gobelins

### 2012
À la suite du succès des quatre premiers sets, Lego en créa une dernière pour boucler l'aventure. Ganrash, quant à lui, est promotionnel et est simplement constitué d'une petite colline et de deux créatures.
- 3874 : Ilrion
  - Magicien, Roi, Prince, Sage, Seigneur vampire, 3 Zombies, 4 Chauves-souris vampires
- 30170 : Ganrash
  - Guerrier gobelin, Roi gobelin